# Bed-Knob and Broomstick
Bed-Knob and Broomstick (trad. «Boliche y escoba») es un libro publicado en 1957 que combina las dos historias, The Magic Bed-Knob; or, How to Become a Witch in Ten Easy Lessons (1943, trad. «El boliche mágico; o, Cómo volverse bruja en diez lecciones fáciles») y Bonfires and Broomsticks (1945, trad. «Hogueras y escobas») de la autora británica Mary Norton (1903-1992), en un solo libro.
El libro saltó a la fama mundial cuando en los años 1960, el productor Walt Disney obtuvo los derechos por parte de la autora para crear una adaptación cinematográfica. Su propósito era tener una segunda opción en el caso de que P. L. Travers, autora de los libros sobre «Mary Poppins», finalmente no cediese a permitir la producción de una película basada en su obra. Mary Poppins (1964) finalmente se completó y Bedknobs and Broomsticks, dirigida por Robert Stevenson y con música de los hermanos Sherman, fue puesta en espera hasta su estreno en 1971.

## Argumento

### The Magic Bed-Knob; or, How to Become a Witch in Ten Easy Lessons
Los niños Carey, Charles y Paul Wilson están pasando el verano en Bedfordshire con su tía Beatrice, cuando encuentran a una conocida que se ha lastimado el tobillo. Paul, el más joven, dice estar seguro de que el incidente se debe a que la mujer, la señorita Price, se ha caído de su escoba, la cual usa para volar tal como él la había visto varias noches. Los niños ayudan a la señorita Price a levantarse y la conducen a su casa, donde Carey le pregunta si en efecto es una bruja. La señorita Price responde que ni sí ni no, ya que es una aprendiza de bruja que aún no ha dominado la habilidad de ser malvada.
La señorita Price teme que su secreto se pueda desvelar y Carey sugiere que ella les dé algo encantado, cuyo hechizo se rompería si ellos contasen lo que saben a cualquiera. La señorita Price aplica un conjuro a un boliche (perilla) que Paul lleva consigo de su cama, y les dice que podrán utilizarlo para que la cama vuele y los lleve a cualquier lugar en el presente o en el pasado. El hechizo no funciona la primera vez, y tras comprobar en su despacho que el boliche fue encantado correctamente, la señorita Price le dice a Carey que como el boliche es de Paul, sólo él puede realizar el encantamiento.
Esa noche, los niños están impacientes por tratar de nuevo el conjuro. Paul se empeña en visitar a su madre en Londres o el Museo de la Historia Natural a pesar de que Carey insiste en que deberían visitar algún lugar más especial. Cuando Paul está a punto de llorar Carey cede y le instruye cómo dar la dirección de su casa en Londres. Tras un violento despegue y viaje, la cama y los tres niños aparecen frente a su hogar. Llaman a la puerta pero descubren que no hay nadie en casa. Contemplan qué hacer durante unos minutos frente a las miradas curiosas de los viandantes, cuando llega un policía que les riñe por obstruir el tráfico con la cama. El sargento, no convencido por la explicación absurda de Carey, quien teme revelar el secreto de la señorita Price, los lleva a la comisaría. Allí son llevados a una habitación y atendidos por una mujer. Carey empieza a desesperarse hasta que al amanecer ven que han traído la cama; si tan sólo son capaces de llegar hasta ella quizá puedan escapar.
A la mañana siguiente en la comisaría, el inspector incita al sargento a que le cuente cómo los niños pudieron huir con la cama, a lo que el sargento es incapaz de responder. Mientras tanto, Carey, Charles y Paul regresan de nuevo a la casa de la tía Beatrice antes de que nadie sospeche. Visitan a la señorita Price, quien está atendiendo su jardín, y la invitan a que los acompañe en su próximo viaje. Como saben que sólo podrán viajar durante la noche (mientras los demás duermen) escogen visitar la isla de Ueepe en los mares del sur donde será de día. La señorita Price los visita esa noche con su escoba y otras cosas para el viaje.
Los cuatro disfrutan del día en la isla, Miss Price leyendo bajo el sol mientras Paul, sin ir muy lejos, hace castillos de arena. Carey y Charles deciden ir a explorar y a bañarse. Al atardecer, cuando vuelven a donde está la cama descubren que la señorita Price y Paul han desaparecido. Poco después aparecen unos caníbales que se los llevan a la fuerza a una gran reunión donde muchos nativos bailan alrededor de una hoguera, y donde tienen prisionera a la señorita. Aparece el curandero sujetando su escoba y ambos se ven envueltos en un reto en el que intentan impresionar a los allí presentes con sus poderes mágicos. Al final del desafío, la señorita Price logra convertir al brujo en una rana amarilla y urge a los niños a sujetarse a la escoba, sobre la cual huyen torpemente del lugar. Montados sobre la cama, vuelan a casa justo antes de la subida de la marea.
Al volver a casa por la mañana, los niños urgen a la señorita a utilizar su escoba para huir por la ventana. Entra Elizabeth, la sirvienta, y al ver a los niños empapados, sucios y con los pijamas estropeados exclama que no puede soportarlo más y anuncia que abandonará la casa. Igualmente, la tía Beatrice está enfadada y dice que ya no puede hacerse cargo de los niños, que tendrán que volver a ser responsabilidad de su madre. Antes de partir en tren regresaron a Londres, así pues Paul y Carey se despiden de la señorita Price, quien les dice que ha decidido poner a un lado la magia.

### Bonfires and Broomsticks
Transcurren dos años desde los eventos en el primer libro; la tía Beatrice ha muerto y los niños no han vuelto a pasar otro verano en Much Frensham, donde ella vivía. Como temen que Paul pueda revelar los eventus ocurridos, le convencen de que no fue más que un sueño hasta que ellos mismos, Carey y Charles, empiezan a dudar también. Un día, Carey ve en el periódico un anuncio en el que una tal «E. Price» ofrece habitación para dos jóvenes en su casa durante el verano. Seguros de que se trata de su amiga, la señorita Eglantine Price, los niños convencen a su madre para que les permita pasar el verano allí. También encuentran el boliche mágico, olvidado en un viejo armario entre chatarra.
La señorita Price está muy contenta de recibir a los niños Wilson en su casa, tanto que acepta recibirlos a los tres a pesar de sólo tener dos habitaciones preparadas. Los niños se desilusionan un poco al saber que el mobiliario de la tía Beatrice ha sido puesto en venta (incluyendo la cama de Paul) y al enterarse de que el despacho de la señorita es ahora una despensa, ya que ella ha abandonado sus estudios mágicos. Carey y Charles descubren que a la cama en la habitación de la señorita le falta uno de sus boliches y creen que debe tratarse de la misma cama que dos años atrás los había llevado a la isla de Ueepe. Cuando se disponen a probar el boliche para comprobar que encaja, descubren que no está; la señorita Price se lo ha llevado.
Una mañana, Carey descubre que la señorita Price, Paul y la cama han desaparecido; la señorita, quien supuestamente había abandonado la magia, la estaba utilizando a sus espaldas. Enfadada, Carey decide enfrentarse a la señorita y pedirle que ellos, Carey y Charles, también puedan disfrutar del objeto mágico. La señorita Price responde diciendo que tan sólo quería comprobar si el boliche aún era mágico, y que teme permitirles que viajen al pasado, que es donde quieren ir, por temor a que queden atrapados allí sin saber cómo rescatarles, ya que se ha desecho de sus libros sobre magia. Finalmente, la señorita Price les cede el permiso de visitar el pasado.
La cama los lleva al hogar de un nigromante llamado Emilius Jones, quien había heredado la profesión del hombre del que había sido aprendiz, en Londres en 1666. Emilius, a quien su amo le había confesado que la magia no existe, cree haber hecho aparecer a los tres extraños con uno de sus propios conjuros. Los niños dicen haber llegado del futuro, y al oír la fecha se dan cuenta de que el Gran Incendio de Londres ocurrirá en cuestión de días y la casa de Emilius podría sufrir las consecuencias.